# Bardoli
Bardoli é um subúrbio e município na região metropolitana de Surate no estado de Guzerate, na Índia. Bardoli é um dos subúrbios mais a leste da região de Surate.

## Geografia
Bardoli situa-se em 21° 07′ N, 73° 07′ L. Sua altitude média é de 22 metros (72 pés).

## Via Expressa Hazira-Bardoli
Bardoli fica a 35 km de Surate por uma via que está em boas condições mas com trânsito pesado e congestionamentos, que fazem o percurso levar mais de uma hora para se chegar a Bardoli vindo de Surat. A via expressa Hazira-Bardoli pretende reduzir o percurso de 1 hora e 15 minutos para apenas 30 minutos.

## Satyagraha de Bardoli
Bardoli foi o lugar iniciado para iniciar a campanha de desobediência civil em 1922, o que acabou não acontecendo por causa dos eventos que se sucederam em Chauri Chaura. O movimento satyagraha de Bardoli foi iniciado em janeiro de 1928 após os impostos de propriedade territorial em  Bardoli terem aumentado em 30 por cento. Em fevereiro de 1928, Sardar Vallabhbhai Patel foi chamado para assumir a liderança do movimento, no qual Vallabhbhai Patel recebeu o título honorífico de "Sardar".

## Demografia
Conforme o censo indiano de 2011, o município de Bardoli contava com uma população de 60.821 habitantes: 31.034 homens e 29.787 mulheres. A taxa de alfabetização de Bardoli é de 86,78%, mais alta que a média estadual de 78,03%. Em Bardoli, a taxa de alfabetização masculina é de 89.97% e a feminina, de 83,47%.